# Георгий (Данилов)
Митрополи́т Гео́ргий (в миру Василий Тимофеевич Данилов; 14 августа 1964, Жлобин) — епископ Русской православной церкви, митрополит Нижегородский и Арзамасский, глава Нижегородской митрополии.

## Биография
Родился в 1964 году в семье участника Великой Отечественной войны Тимофея Николаевича Данилова. Из шести детей двое избрали служение Богу в монашеском чине. Брат — епископ Котласский и Вельский Василий.
Обучался в средней школе города Жлобина, которую окончил в 1981 году. После этого работал водителем. В 1984—1986 годах проходил срочную службу в Советской армии.
В 1986 году, демобилизовавшись, поступил в Московскую духовную семинарию.
22 декабря 1989 года в Троице-Сергиевой лавре наместником Троице-Сергиевой лавры архимандритом Феогностом (Гузиковым) пострижен в монашество с именем Георгий в честь великомученика и Победоносца Георгия.
В 1990 году окончил Московскую духовную семинарию и поступил в Московскую духовную академию.
9 октября 1990 года в Успенском соборе Троице-Сергиевой лавры епископом Викентием (Морарем) рукоположён во иеродиакона.
9 апреля 1991 года в Сергиевском трапезном храме Троице-Сергиевой лавры патриарх Алексий II рукоположил Георгия во иеромонаха.
В ноябре 1992 года назначен заведующим свечной мастерской Троице-Сергиевой лавры. 20 января 1993 года назначен экономом Троице-Сергиевой Лавры.
6 мая 1994 года Патриархом Московским и всея Руси Алексием II за Божественной литургией в Сергиевском трапезном храме Лавры возведён в сан игумена.
В июне 1995 года окончил Московскую духовную академию со степенью кандидата богословия по кафедре истории Русской церкви, тема кандидатской работы «Житие и Патриаршее служение святителя Тихона (Белавина)».
С августа 1995 года — преподаватель Московской духовной семинарии. С 1995 года по 1999 год читал лекции по общецерковной истории на 3-м курсе семинарии. С 1999 года по 2002 год читал лекции по византологии на 3-м курсе семинарии.
24 апреля 1998 года Патриархом Московским и всея Руси Алексием за Божественной литургией в Сергиевском трапезном храме Лавры возведён в сан архимандрита.
С августа 1999 года как эконом Лавры назначен по должности директором Патриаршего архитектурно-реставрационного центра в Троице-Сергиевой лавре.
31 мая 2001 года назначен экономом объединённого хозяйства Троице-Сергиевой лавры и Московских духовных школ.
26 декабря 2002 года решением Священного синода определён быть епископом Нижегородским и Арзамасским.
1 февраля 2003 года патриарх Алексий II в сослужении собора архиереев совершил в домовом храме Всех святых, в земле Российской просиявших, патриаршей резиденции в Даниловом монастыре, наречение Георгия во епископы.
2 февраля 2003 года в храме Христа Спасителя хиротонисан во епископа Нижегородского и Арзамасского. Хиротонию совершили Патриарх Московский и всея Руси Алексий, митрополит Крутицкий и Коломенский Ювеналий (Поярков), митрополит Смоленский и Калининградский Кирилл (Гундяев), митрополит Солнечногорский Сергий (Фомин), митрополит Волоколамский и Юрьевский Питирим (Нечаев), митрополит Чебоксарский и Чувашский Варнава (Кедров), митрополит Черновицкий и Буковинский Онуфрий (Березовский), архиепископ Витебский и Оршанский Димитрий (Дроздов), архиепископ Истринский Арсений (Епифанов), архиепископ Гомельский и Жлобинский Аристарх (Станкевич), архиепископ Верейский Евгений (Решетников), епископы Орехово-Зуевский Алексий (Фролов), Ярославский и Ростовский Кирилл (Наконечный), епископ Магаданский и Синегорский Феофан (Ашурков), епископ Дмитровский Александр (Агриков), епископ Брянский и Севский Феофилакт (Моисеев) и епископ Тамбовский и Мичуринский Феодосий (Васнев).
17 августа 2004 года решением Священного Синода РПЦ назначен ректором Нижегородской духовной семинарии.
7 июня 2005 года в своей резиденции встречался с главой Русской православной старообрядческой церкви — митрополитом Андрианом.
24 февраля 2006 года, «учитывая значение Нижегородской епархии в жизни Русской православной церкви, и во внимание к усердному служению Церкви Божией» возведён в сан архиепископа.
15 марта 2012 года назначен главой новообразованной Нижегородской митрополии и временным управляющим Лысковской епархией (управлял до 17 ноября 2013), в связи с этим 18 марта 2012 года возведён в сан митрополита.
16 апреля 2016 года решением Священного Синода включён в состав делегации Русской православной церкви для участия во Всеправославном Соборе, однако 13 июня того же года Русская православная церковь отказалась от участия в соборе.
19 апреля 2016 года принял участие в научно-практической конференцим «Всеправославный Собор: мнения и ожидания» в Православном Свято-Тихоновском гуманитарном университете.
21 октября 2016 года митрополит Георгий назначен священноархимандритом Успенского монастыря Саровской пустыни.
24 августа 2023 года назначен временным управляющим Выксунской епархией, 30 мая 2024 года - временным управляющим Лысковской епархией.

## Публикации
- Спасо-Вифанская семинария: К 200-летию основания: Исторический обзор // Богословский Вестник. 1998. — [Т.] 2. — Вып. 1. — С. 3-36.
- Патриарший архитектурно-реставрационный центр: Тезисы доклада // Исторический вестник. — М., 2000. — № 7 (11). — C. 161—162.
- Житие и служение святителя Тихона, Патриарха Московского. — Нижний Новгород: Изд. отд. Нижегородской епарх., 2008. — 167 с. — ISBN 978-5-903657-07-0.
- Богословские аспекты таинств Крещения и Миропомазания // Труды Нижегородской Духовной семинарии. Сборник работ преподавателей и студентов. Выпуск 6. — Нижний Новгород, 2008. — С. 202—227.
- Специфика духовного образования в православно-христианской перспективе // Труды Нижегородской Духовной семинарии. Сборник работ преподавателей и студентов. Выпуск 7. — Нижний Новгород, 2009. — С. 293—300.
- Экклесиологические аспекты поста // богослов.ру, 17 ноября 2010
  - Экклесиологические аспекты поста // Труды Нижегородской духовной семинарии. Сборник работ преподавателей и студентов. Выпуск 10. — Нижний Новгород, 2012. — C. 7—23.
- Трудности духовного руководства, опасности лжестарчества и пути их преодоления // Труды Нижегородской духовной семинарии. Сборник работ преподавателей и студентов. Выпуск 14.. — Нижний Новгород, 2016. — С. 481—488.

## Награды
церковные
- Орден святителя Иннокентия, митрополита Московского и Коломенского, II степени
- Орден святителя Кирилла Туровского I степени (Белорусская православная церковь; 22 апреля 2007)[15]
- Орден преподобного Серафима Саровского II степени (11 сентября 2009)[16]
- Орден святой праведной Софии Слуцкой (Белорусская православная церковь; 15 сентября 2012)[17]
- Орден святого благоверного князя Даниила Московского II степени (28 августа 2014 года) — во внимание к усердным архипастырским трудам на благо Христовой Церкви и в связи с 50-летием со дня рождения [18]
- Орден Святого Гроба Господня II степени (Иерусалимская Православная Церковь, 2 апреля 2015)[19]
- Патриарший знак храмостроителя (2021)[20]

светские
- Орден Дружбы (29 июля 2003 года) — за большой вклад в возрождение духовно-нравственных традиций и укрепление дружбы и сотрудничества между народами[21].
- Государственная премия Российской Федерации в области науки и техники (9 сентября 2004 года) —  за разработку научно обоснованной технологии воссоздания архитектурных памятников истории и её применение при реставрации колокольни Троице-Сергиевой лавры (г. Сергиев Посад Московской области)[22].
- Почётный гражданин Нижнего Новгорода (22 июня 2022)[23].
- Почётный гражданин Нижегородской области (2023)[24]